# أمانيخبالي
أمانيخبالي أو أستابرقامان كان ملك لكوش يُعتقد أنه حكم المملكة في النصف الأول من القرن الأول الميلادي. عُرف اسمه من نقوش أثرية من مواقع أثرية مثل كاوا وباسا ونقع ولوح مكسور عليه اسمه في مروي. تشير النقوش ومدى انتشارها الجغرافي إلى أن فترة حكمه كانت مزدهرة.
اقترح عالم الآثار جورج أندرو ريزنر أن أمانيخابالي دفن في الهرم رقم 2 بالمقبرة الشمالية (Beg. N 2) في مروي، وهو استنتاج دعمته الدراسات اللاحقة. ربما كانت والدته الملكة الوصية ناويدماك، إن كانت فعلًا أمه فبالتأكيد أنهه دفن في Beg . N 2 نظرًا للتشابه الكبير بينه وبين قبر ناويدماك (Bar. 6).

## للاستزادة
- Pompei, Amarillis (2006). "A proposito del frammento di stele del re Amanikhabale (Khartoum 522)". Studi di Egittologia e di Papirologia (بالإيطالية) (3): 165–173. ISSN:1724-6156. Archived from the original on 2024-12-24.